# Thomas Bell
Thomas Bell FRS (Poole, 11 d'octubre de 1792 - 13 de març 1880) era un zoòleg, cirurgià i escriptor anglès.

## Biografia
Bell, com la seva mare Susan, va mostrar un gran interès per la història natural.
Va deixar Poole el 1813 pels seus entrenaments com a cirurgià dental a Londres. Va combinar dues carreres, Professor de zoologia a la Universitat King's College i dissertant sobre anatomia a l'Hospital Guy's.
Es va fer membre del Real Col·legi de Cirurgians el 1844. Era el president de la Societat Linneana el 1859. Bell estava en el cor de l'establiment científic i durant el retorn de Darwin a Anglaterra a Bell se li van confiar les espècies crustacis del HMS Beagle. Era l'autoritat en aquest camp; amb el seu llibre British Stalked-eye.
En el seu setantè aniversari, Bell es va retirar a Selborne on va mostrar un gran interès per Gilbert White un naturalista aficionat. El 1877 va publicar una nova edició del seu llibre The Natural History of Selborne.

## Obres
- A Monograph of the Testudinata (1832-36)
- A History of the British Stalk-eyed Crustacea. John Van Voorst, Paternoster Row, Londres. (1844-1853)